# Иракская камышовка
Иракская камышо́вка, или камы́шевка (лат. Acrocephalus griseldis) — певчая птица семейства Acrocephalidae. Подвидов не выделяют.
Иракская камышовка гнездится на востоке Ирака и в Израиле. Она обитает в обширных зарослях папируса и камыша. Зимует в Восточной Африке: Судане, Южном Судане, Эфиопии, на юге Сомали, юго-восточной Кении, на востоке Танзании и Мозамбике. Очень редко встречается в Европе.
В 2007 году гнёзда иракской камышовки были обнаружены на севере Израиля.